# 辻本茂輝
辻本 茂輝（つじもと しげき、1979年6月23日 - ）は、大阪府出身の元サッカー選手、サッカー指導者。ポジションはディフェンダー（DF）。

## 来歴
小学5年生からサッカーを始め、吹田市立第六中学校時代からディフェンダーとしてプレーするようになる。近畿大学付属高校を経て、1998年に横浜フリューゲルスに加入。
加入初年度に横浜マリノスとの合併によりクラブが消滅したため、他の新人選手らとともに1999年より京都パープルサンガに移籍。京都には7シーズン在籍し、J1・J2合わせてリーグ戦73試合に出場した。2005年シーズン終了後、契約満了に伴い退団。
U-20日本代表の一員として1999 FIFAワールドユース選手権で準優勝の経験を持つ。
2006年、徳島ヴォルティスに移籍し、J2リーグ戦18試合に出場。同年限りで徳島との契約を満了。
2007年、JFLの佐川印刷SCに移籍し、社員選手として働きながらサッカーを続けた。2008年シーズン終了後に現役を引退し、2009年からヴィッセル神戸のサッカースクールコーチに就任。同年8月に当時大阪社会人リーグ1部所属のFC大阪にてテクニカルディレクター兼任で1シーズンのみ現役に復帰した。
2014年、アルテリーヴォ和歌山の監督に就任し、2014年時点でチーム最高位となる関西サッカーリーグ1部3位の成績を収めるが、契約満了に伴い退団。
2015年、ガイナーレ鳥取U-18の監督に就任した。2017年より、トップチームのコーチに就任。2018年8月、双方合意の上契約を解除。
2019年、FCティアモ枚方の監督に就任した。
2020年、鹿児島ユナイテッドFCのコーチに就任した。2021年から2022年は、同チームU-18の監督を務めた。
2023年1月16日、清水エスパルスのジュニアユース三島U-13の監督への就任が発表された。

## 所属クラブ
- 1992年 - 1994年 吹田市立第六中学校
- 1995年 - 1997年 近畿大学付属高校
- 1998年 横浜フリューゲルス
- 1999年 - 2005年 京都パープルサンガ（現：京都サンガF.C.）
- 2006年 徳島ヴォルティス
- 2007年 - 2008年 佐川印刷SC
- 2009年8月 - 同年12月 FC大阪（現：F.C.大阪）

## 個人成績
| 国内大会個人成績 | 国内大会個人成績 | 国内大会個人成績 | 国内大会個人成績 | 国内大会個人成績 | 国内大会個人成績 | 国内大会個人成績 | 国内大会個人成績 | 国内大会個人成績 | 国内大会個人成績 | 国内大会個人成績 | 国内大会個人成績 |
| 年度             | クラブ           | 背番号           | リーグ           | リーグ戦         | リーグ戦         | リーグ杯         | リーグ杯         | オープン杯       | オープン杯       | 期間通算         | 期間通算         |
| 年度             | クラブ           | 背番号           | リーグ           | 出場             | 得点             | 出場             | 得点             | 出場             | 得点             | 出場             | 得点             |
| 日本             | 日本             | 日本             | 日本             | リーグ戦         | リーグ戦         | リーグ杯         | リーグ杯         | 天皇杯           | 天皇杯           | 期間通算         | 期間通算         |
| ---------------- | ---------------- | ---------------- | ---------------- | ---------------- | ---------------- | ---------------- | ---------------- | ---------------- | ---------------- | ---------------- | ---------------- |
| 1998             | 横浜F            | 25               | J                | 0                | 0                | 0                | 0                | 0                | 0                | 0                | 0                |
| 1999             | 京都             | 20               | J1               | 9                | 0                | 2                | 0                | 2                | 0                | 13               | 0                |
| 2000             | 京都             | 20               | J1               | 4                | 0                | 1                | 0                | 0                | 0                | 5                | 0                |
| 2001             | 京都             | 16               | J2               | 20               | 2                | 1                | 0                | 4                | 0                | 25               | 2                |
| 2002             | 京都             | 16               | J1               | 13               | 1                | 3                | 0                | 0                | 0                | 16               | 1                |
| 2003             | 京都             | 2                | J1               | 8                | 0                | 2                | 0                | 1                | 0                | 11               | 0                |
| 2004             | 京都             | 25               | J2               | 18               | 1                | -                | -                | 1                | 2                | 19               | 3                |
| 2005             | 京都             | 19               | J2               | 1                | 0                | -                | -                | 1                | 0                | 2                | 0                |
| 2006             | 徳島             | 27               | J2               | 18               | 0                | -                | -                | 1                | 0                | 19               | 0                |
| 2007             | 佐川印刷         | 23               | JFL              | 19               | 1                | -                | -                | 0                | 0                | 19               | 1                |
| 2008             | 佐川印刷         | 23               | JFL              | 4                | 0                | -                | -                | 0                | 0                | 4                | 0                |
| 2009             | FC大阪           | 30               | 大阪1部          | 1                | 0                | -                | -                | -                | -                | 1                | 0                |
| 通算             | 日本             | 日本             | J1               | 34               | 1                | 8                | 0                | 3                | 0                | 45               | 1                |
| 通算             | 日本             | 日本             | J2               | 57               | 3                | 1                | 0                | 7                | 2                | 65               | 5                |
| 通算             | 日本             | 日本             | JFL              | 23               | 1                | -                | -                | 0                | 0                | 23               | 1                |
| 通算             | 日本             | 日本             | 大阪1部          | 1                | 0                | -                | -                | 0                | 0                | 1                | 0                |
| 総通算           | 総通算           | 総通算           | 総通算           | 115              | 5                | 9                | 0                | 10               | 2                | 134              | 7                |

## 代表歴
- U-17日本代表
  - 1995 FIFA U-17世界選手権
- U-20日本代表
  - 1999 FIFAワールドユース選手権 (準優勝)
- U-22日本代表
  - 1999年 シドニー・オリンピック予選

## 指導歴
- 2009年 - 2013年 ヴィッセル神戸
  - 2009年 - 2010年 スクール コーチ
  - 2011年 - 2013年 U-15 コーチ
- 2014年 アルテリーヴォ和歌山 監督
- 2015年 - 2018年8月 ガイナーレ鳥取
  - 2015年 - 2016年 U-18 監督
  - 2017年 - 2018年8月 コーチ
- 2019年 FCティアモ枚方 監督
- 2020年 - 2022年 鹿児島ユナイテッドFC
  - 2020年 トップチーム コーチ
  - 2021年 - 2022年 U-18 監督
- 2023年 - 清水エスパルス
  - 2023年 三島U-13 監督
  - 2024年 - 三島U-14 監督

## 監督成績
| 年度 | 所属    | クラブ | リーグ戦 | リーグ戦 | リーグ戦 | リーグ戦 | リーグ戦 | リーグ戦 | カップ戦   | カップ戦 |
| 年度 | 所属    | クラブ | 順位     | 試合     | 勝点     | 勝       | 分       | 敗       | ナビスコ杯 | 天皇杯   |
| ---- | ------- | ------ | -------- | -------- | -------- | -------- | -------- | -------- | ---------- | -------- |
| 2014 | 関西1部 | 和歌山 | 3位      | 14       | 23       | 7        | 2        | 5        | -          | 1回戦    |
| 2019 | 関西1部 | 枚方   | 2位      | 14       | 33       | 10       | 3        | 1        | -          | 府予選   |

## タイトル
- 関西サッカーリーグ Manager of the Year （2014年）[19]